# 張天麟 (嘉靖進士)
張天麟（1511年—？），字允禎，直隸真定府深州人，民籍，明朝政治人物。

## 生平
順天府鄉試第九十六名舉人。嘉靖十四年（1535年）中式乙未科會試第六十七名，登第二甲第四十七名進士。授户部主事，二十年十月升署郎中，管理遼東糧餉，二十二年三月因与巡抚都御史孫禬忿拗不和，俱回京調用。

## 家族
曾祖張讓；祖父張佐，曾任義官；父張文弼，曾任貢士。母劉氏。重庆下。